# Туманність Ската
Туманність Ската (Henize 1357) — наймолодша з відомих планетарних туманностей. Знаходиться у сузір'ї Жертвенника. Можливість спостерігати туманність відкрилася тільки у останні 25 років, що пов'язано з достатнім для світіння нагрівом туманності. 
Карл Гордон Хенайз зарахував туманність до типу A або B за спектральною лінією Hα. У 1971 р. на цьому місці неба були виявлені залишки вибуху надгіганта класу B1. Власне планетарна туманність була помічена у 1989 р. супутником IUE. У 1995 р. було виявлено, що центральна зірка перетворюється у білий карлик. А у 1996 р. виявлено, що це подвійна зірка. Саме наявність подвійної зірки добре пояснює структуру туманності.
У порівнянні зі знімком 1996 роки вже в 2016-му туманність стала більш тьмяною і зменшилася в розмірах, змінилася і її форма, яка більше не нагадує ската . 
Астрофізики пов’язують це з тим, що у своєму центрі вона має не зовсім звичайну зірку — SAO 244567. Проведені раніше дослідження показали, що спочатку температура цієї зірки різко зросла менше ніж з 40 тисяч до 108 тисяч градусів за Фаренгейтом, а потім стала падати й випускати менше іонізуючого випромінювання. Таким чином, і сам білий карлик піддається дуже швидким змінам. Вчені висловлюють обережні припущення, що, якщо процеси загасання продовжаться, туманність Скат зовсім зникне з зоряного неба протягом наступних 20-30 років.

## Інтернет-джерела
- http://adsabs.harvard.edu/cgi-bin/nph-bib_query?bibcode=2002fuse.prop.Q304G
- Самая молодая планетарная туманность // Грани.Ру — Наука.
- Туманність Ската (Henize 1357) // ESA — Space Science.
- Hen 1357: новорождена туманність // Астронет.
- Зображення дня // NASA.
- https://cikavosti.com/tymannist-skat-strimko-znikaie-zi-zorianogo-neba/
- https://arxiv.org/abs/2009.01701